# Mirów
Mirów è un comune rurale polacco del distretto di Szydłowiec, nel voivodato della Masovia.
Ricopre una superficie di 53,05 km² e nel 2006 contava 3 811 abitanti.